# Imadaddin Nasimi
Imadaddin Nasimi (také Nesimi, snad 1370, Šamachi, Ázerbájdžán – 1417, Aleppo, Sýrie) byl ázerbájdžánský básník a mystik přelomu 14. a 15. století. Svá díla psal v ázerbájdžánštině, perštině a arabštině. Protože jeho turečtina je velmi blízká ázerbájdžánštině, považuje se za zakladatele spisovného jazyka i ázerbájdžánské literatury.
O jeho mládí se ví málo, dokonce ani původ a jméno není známo. Jeho život lze sledovat až od chvíle, kdy se stal členem sekty hurufistů, jíž vedl mystik Fadl Allah z Astarábádu, s nímž se Nasimi osobně setkal a nadchl se pro jeho učení. Hurufisté vycházeli ze súfismu a měli blízko ke kabale a numerologii, fascinovala je hra s čísly a písmeny (odtud i název sekty – "huruf" značí "písmeno"). Krom toho věřili, že člověk je inkarnací Boha. Fadl Allah byl roku 1401 obviněn z hereze a za živa stažen z kůže. Nasimi dál působil jako misionář, až roku 1418 byl stejně krutě usmrcen.
Z Nasimiho díla se zachovaly dvě sbírky (tzv. divany), jedna v perštině a jedna v turečtině, později byly nalezeny i texty v arabštině, které se mu připisují. První, turecká sbírka, která je považována za jeho vrcholnou, obsahuje přes 250 ghazalů (lyrických básní) a přes 150 zpěvnějších čtyřverší (tzv. robáí). Vyjadřuje v nich mj. i sufistické a hurufistické přesvědčení a připomíná svého zabitého mistra.